# Parabiagói csata
A parabiagói csata 1339. február 21-én zajlott Parabiago és Nerviano környékén, Azzone Visconti milánói csapatai, amelyeket nagybátyja, Luchino Visconti vezetett, a másik nagybátyja, Lodrisio (a Milánó ura cím igénylője) által vezetett Compagnia di San Giorgio lázadói között.

## Okok

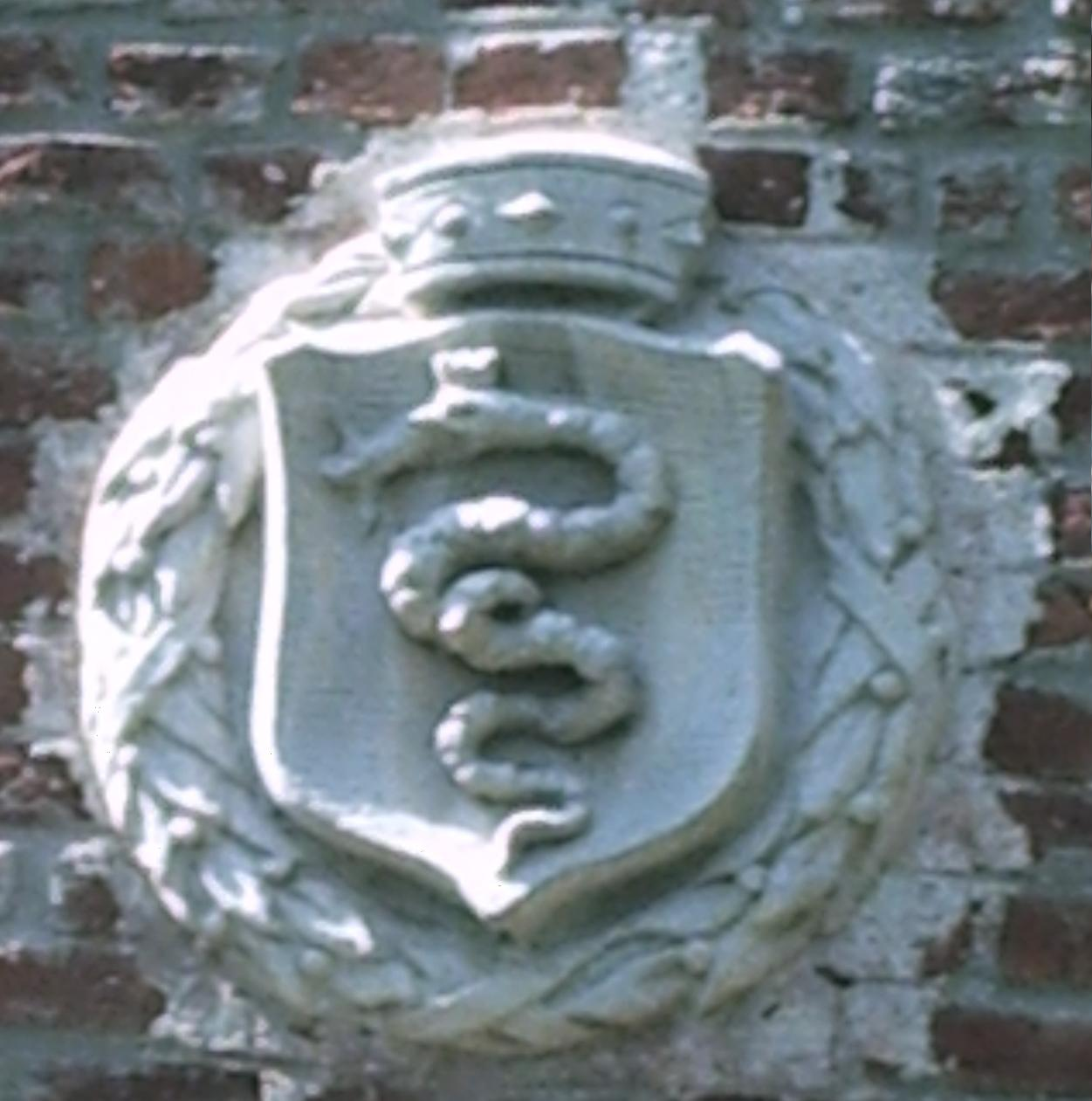
Visconti-címer, a parabiagói Villa Maggi-Corvini hátsó homlokzatán

Az egész 1327-ben kezdődött, Milánó urának, Galeazzo I. Viscontinak a halálával, aki fiát, Azzonét hagyta egyedüli örökösként, aki a pápával szemben megvásárolta a Milánó vikáriusa címet IV. Lajos német-római császártól. 1332-ben az új vikárius kormányához csatlakozott nagybátyja, Luchino és Giovanni Visconti érsek, Matteo Visconti fiai egyfajta triumvirátusban. A másik, Lodrisio nagybáty, aki kívül maradt, hiába szervezte összeesküvések sorozatát, hogy kiszorítsa hármukat; amikor az összes bűntársát Azzone letartóztatta (1332. november 23.), és bezárta a (kemencéknek nevezett) monzai börtönökbe, kénytelen volt Veronába, Mastino II. della Scala vendégségébe menekülni.

## Előkészületek
Lodrisio a Scaliger-udvarban egy főleg germán és német ajkú svájciakból álló hadsereget állított fel Compagnia di San Giorgio néven, és Mastino, Verona ura segítségével számos szövetséget kötött unokaöccse ellenségeivel, amelybe Calcino Tornielli, Novara ura is beletartozott. Időközben unokaöccse, Azzone is megállapodott néhány szövetségben: Ludovico, Savoyai Aimone fia, Obizzo III. d'Este ferrarai őrgróf, Mantua, Saluzzo és Bologna urai, valamint az aquileiai patriarchátus. Így az ambiciózus nagybáty, a Seprio ura címet bitorolva, elkezdte csapatait kitelepíteni Venetóból, és Rivolta d'Addánál (1339. február eleje) összecsapott az ambrosiai hadsereggel. Pinalla Aliprandi mint Azzone hadseregének főkapitánya, ötszáz lovast mozgatott ellene, de nem tudta feltartóztatni, amikor átkelt az Addán, és a következő napokban Lodrisio bevette Cernusco sul Navigliót, Sesto San Giovanni és Legnano településeken. újra egyesült a Scala-csapatokkal.
Azzone javára azonban erősítés érkezett: Ferrarából katonák Roberto Villani vezetésével, akit a haditanács a segédcsapatok vezérévé választott. A vikárius szerveződni tudott riválisa ellen: Sempione körzetében néhány falvaban csapatokat állomásozott, Parabiagóban az élcsapat Nervianóban, a védelem központját Luchino nagybátyja, a hadsereg főparancsnoka alatt. Rho Villani irányította a hátvédelmet, Milánóban azonban maga Azzone, aki köszvényben szenvedett, nagybátyjával, Giovanni érsekkel az oldalán vezette a védelmi milíciákat a falak között.

## A harc

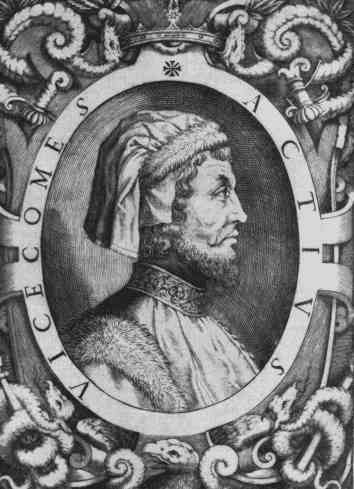
Azzone Visconti, Milánó ura

Február 21-én hajnalban Lodrisio elhagyta Legnanót, és úgy döntött, hogy megtámadja az ellenséget úgy, hogy titokban behatol Parabiagóba három felől: Canegrate felől, a Sempione felől és az Olona mentén. A Rainald von Lonrich parancsnoksága alatt álló 2000 gyalogosból és 800 lovasból álló polgári hadsereg élcsapatát kezdetben meglepetés érte, mivel sok katona még aludt, de hamarosan sikerült összeszedniük magukat, és felvenni a harcot. A csata különösen hideg éghajlaton zajlott, a csatateret hótakaró borította. Dél körül a védelem megtört, és Rainald von Lonrich kénytelen volt megadni magát Giovanni Viscontival és a még harcképes háromszáz lovassal; a kétezer gyalogos és ötszáz lovas elesett, megsebesült, vagy Nervianóba menekült, hogy figyelmeztesse a hadsereg többi részét.
Luchino ezután csapataival Parabiago felé indult, de mielőtt elérte volna, hogy emberei morálját emelje, lovaggá ütött néhány nemest, akik követték őt. Köztük volt a milánói Protaso Caimi, a Lodi Lucio Vistarini, a genovai Giovanni Fieschi, a Piacenza Lanzarotto Anguissola és Dondazio Malvicini della Fontana, valamint az alexandriai küldött. Ezután az összecsapás megkezdődött. A Visconti-jelvényű két sereg állítólag azzal különböztette meg magát, hogy Miles Sancti Ambrosiit (Szent Ambrus katonái) a milánóiakért és Rithband Heinrichet (Henry lovassága), a San Giorgió-i társaságért kiáltják ki. Egyes szakaszokban Lodrisio katonái voltak fölényben, és az ambrosiaiak közül Pinalla Aliprandi  katonái emelkedtek ki, köztük egy bizonyos Antonio, Matteo Visconti törvénytelen fia, aki akkoriban Azzone mostoha nagybátyja volt; német zsoldosokat mészárolt le, és birtokba vette zászlójukat. Végül azonban sok milánói parancsnok meghalt, megsebesült vagy fogságba esett, így a kétségbeejtő körülmények között talált Luchino Visconti szélsőséges döntést hozott: lándzsával felfegyverkezve dühösen lóháton az ellenség sorai közé vetette magát, majd megsebesült, levetkőzött és a lodrisiak fogságába esett, akik egy diófához kötözték; emberei elvesztették a lelkesedesüket, s megkezdték a visszavonulást Nerviano felé. Lodrisio a győzelem közeledtét látva, Parabiago városközpontjában táborozott, és a parancsnokokkal együtt tanulmányozta a Milánóba való behatolás lépéseit, miközben katonái átadták magukat a tétlenségnek és a rajtaütéseknek.
A szökevények elérték Milánót, és félve mesélni kezdték a csata részlet és kimenetelét, amely most úgy tűnt, ellenségeik javára végződött. Azzone riasztotta a katonákat a falakon belül, és elrendelte, hogy zárják be az összes városkaput, megakadályozva, hogy bárki be- vagy kimenjen. Úgy tűnik továbbá, hogy visszavonult magánkápolnájába, hogy imádkozzon Istenhez és Szent Ambrushoz. Mások azonban elérték Rhót, ahol Roberto Villani megtalálta Ettore da Panigo és háromszáz másik savoyard lovag ferrarai erősítését, ezért úgy döntött, hogy átszervezi az ambrosiai sorokat, és elindult Parabiago felé: könnyen meglepte az őröket, és kiszabadította Luchinót, folytatva a küzdelmet. Lodrisio katonái, akik szervezetlenek és fáradtak voltak az órákig tartó harcok után, hamarosan vereséget szenvedtek.

## A csodás jelenés és az epilógus

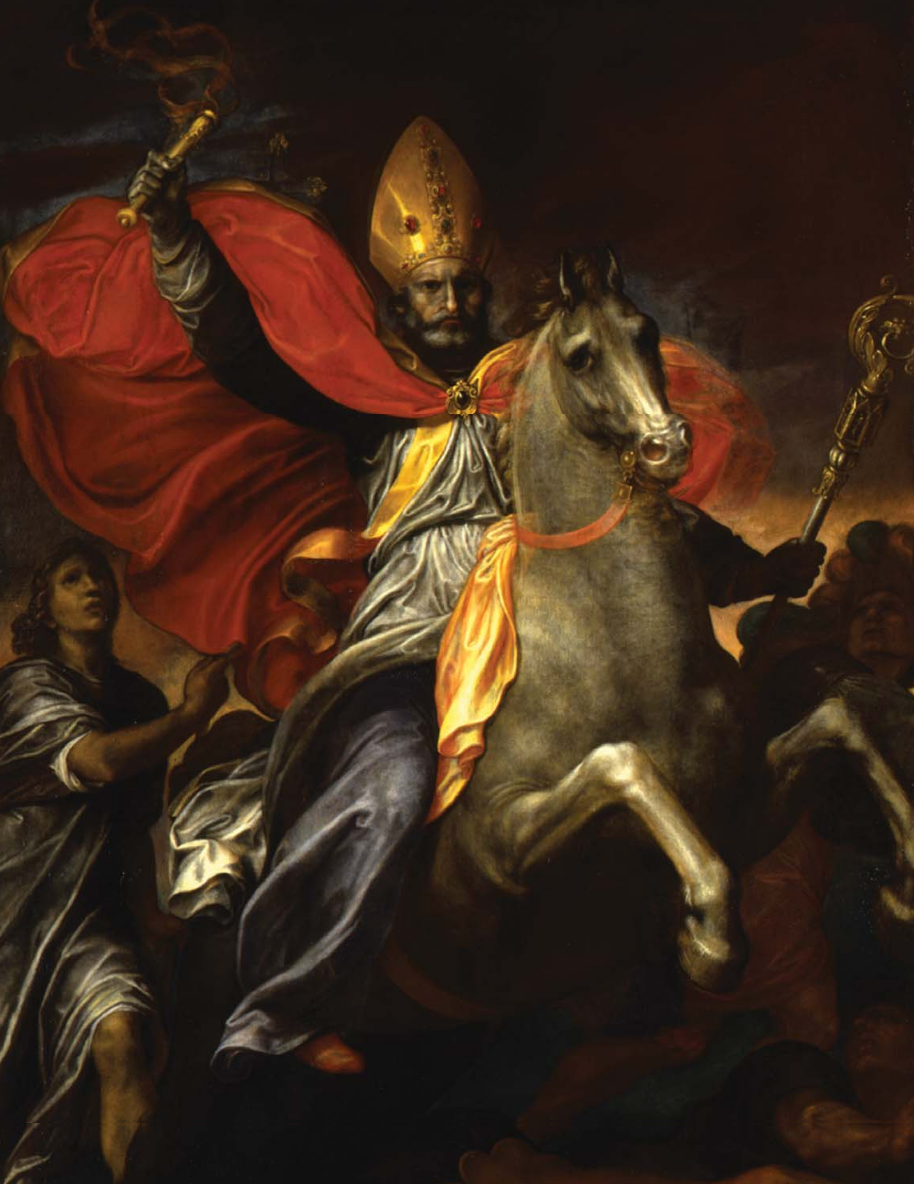
Szent Ambrus lóháton, Giovanni Ambrogio Figino - Castello Sforzesco, Milánó

Egyes korabeli krónikások legendája szerint a császári helynök imái meghallgatásra találtak: Szent Ambrus megjelent a csatatéren. Az égen egy nagy fehér felhő képződni látszott, ahonnan Milánó patrónusa megjelent lovon, fehérbe öltözve, és dühében ostorával verni kezdte Lodrisio katonáit, megrémítve őket, így a milánóiak felbátorodtak, s e csoda folytán rárontottak az ellenségre, és győztek.
Legalább 3000 ember és 700 ló esett el az ütközetben, és nagyszámú sebesült volt mindkét oldalon; a milánóiak 2100 lovast is elfogtak. Lodrisiót két fiával, Ambrogióval és Giannottóval együtt a vidéken lenyomozták, és kénytelen volt megadni magát Giovanni Viscontinak, Vercellino fiának. Azzone parancsára ezután San Colombano al Lambro börtönébe zárták. 1349-ig maradt ott, amikor Azzone és Luchino halála után nagylelkű testvére, Giovanni Visconti érsek szabadon engedte. 
Ettore da Panigo közbelépésén túl az ünneplés tárgya mindenekelőtt a milánói védőszent legendás megjelenése volt, akinek azt az érdemet tulajdonították, hogy véget vetett a parabiagói csatának; a korszak egyik legvéresebb eseményének. Emléke annyira élő volt, hogy a milánói és lombardiai krónikákban évszázadokon át elhomályosította a legnanói csatát.

## Művészeti megemlékezések

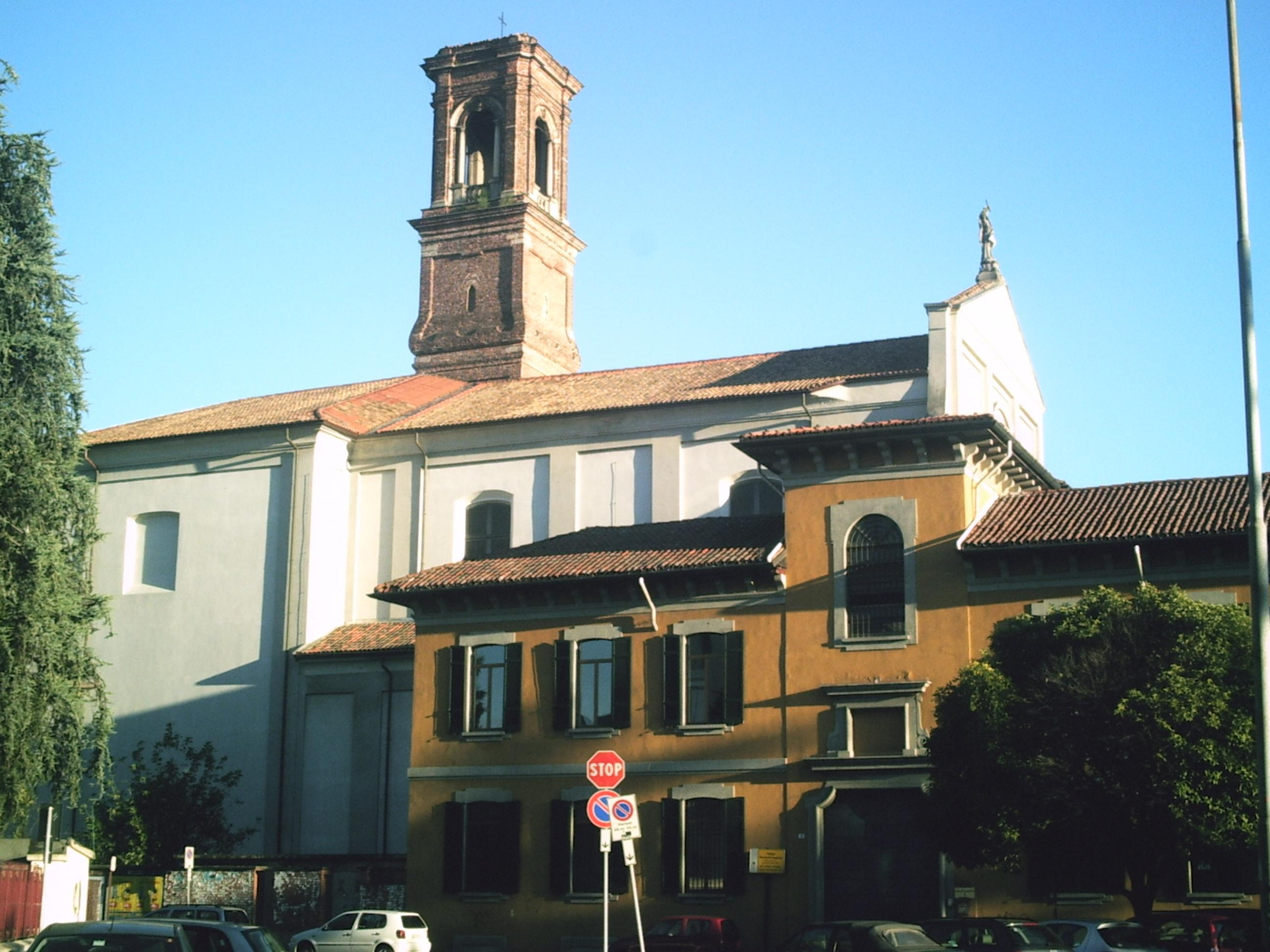
A Sant'Ambrogio della Vittoria-templom az egykori kolostorral

Egy évvel a csata után a győztes Visconti elrendelte, hogy építsenek templomot közvetlenül Parabiagóban, azon a helyen, ahol a szent megjelent, és ahol Luchinót a diófához kötözték. Giovanni Visconti érsekre hárult az alapkő letétele, és 1348-ban az építkezés befejeződött. Ekkor úgy döntöttek, hogy minden év február 21-én körmenetet kell tartani Milánóból az új parabiagói templomba. A 16. századig tartott, amikor visszavonták és a városba költöztették, a Sant'Ambrogio ad Nemus-templomba. Megszakításokkal többször újraindították, de 1581-ben Borromei Szent Károly érsek rendeletére fegyelmi okokból, valamint az utak járhatatlansága, a gyakori és bőséges havazás miatt végleg eltörölték.
Certosa di Paviában, Szent Ambrus kápolnájában, Rusnati 1659-ben márvány palliumot faragott, amely a harci jelenést ábrázolja.
Ugyanezt a jelenetet a milánói dóm ajtajában elhelyezett bronzpanel is ábrázolja  (Castiglioni műve).
Egy másik ábrázolás egy predellában található, amelyet egyesek Lorenzo Lottónak tulajdonítottak a San Martino di Calolziocorte templomban.
Az incidens emlékére Azzone Visconti megépíttette a kis Szent Ambrus-kápolnát Somascában, Vercurago egyik falujában, amely a Névtelenek várának falain belül található.

## Fordítás
- Ez a szócikk részben vagy egészben  a   Battaglia di Parabiago című olasz Wikipédia-szócikk ezen változatának fordításán alapul.  Az eredeti cikk szerkesztőit annak laptörténete sorolja fel. Ez a jelzés csupán a megfogalmazás eredetét és a szerzői jogokat jelzi, nem szolgál a cikkben szereplő információk forrásmegjelöléseként.

## Bibliográfia
- Filippo Meda: A parabiagói csata – Katolikus Iskola, 1938
- Giorgio Giulini, Emlékiratok Milánó történelméről, kormányzásáról és városának és vidékének leírásáról a Secoli Bassiban, Milánó, 1854
- Don Gerolamo Raffaelli: Azio Viscontinak a közös egészség évében, 1339-ben, február 21-én elért győzelem igaz története. in Parabiago ellen Lodrisio V - szerkesztette Limonti, Milánó, MDCIX
- Don Claudio Cavalleri : Történelmi beszámoló a Luchino Visconti herceg által elért híres győzelemről. milánói Szent Ambrus csodálatos jelenése miatt, amely február 21-én következett be. 1339-ben Parabiagóban, és Marchnak szentelték. D. Giambattista Morigia – szerkesztette G. Richino Malerba, Milánó, 1745. év
- Mallett Michael: Signori e mercenari - La guerra nell'Italia del Rinascimento. Bologna: Il Mulino. ISBN 88-15-11407-6
- Francesco granito, A.D. Milletrecentotrentanove - Il nemico alle porte Történelmi regény a parabiagói csatáról